# Balog nad Ipľom
Balog nad Ipľom je obec na Slovensku v okrese Veľký Krtíš. První písemná zmínka o obci pochází z roku 1232. Žije zde 781 obyvatel, z toho 643 maďarské národnosti (82,33%), 113 slovenské, 6 české aj.
V obci je římskokatolický kostel sv. Mikuláše z roku 1100 a kaplička Nejsvětější Trojice z roku 1842.